# José Antonio Álvarez Sánchez
José Antonio Álvarez Sánchez (Madrid, 3 de agosto de 1975) é um bispo espanhol da Igreja Católica, e bispo auxiliar de Madrid.

## Biografia
Nasceu em Madrid em 3 de agosto de 1975.

### Formação
É bacharel em Teologia pela Universidade Eclesiástica San Dámaso de Madrid em 1998, e mestre em Discernimento Vocacional e Acompanhamento Espiritual pelo Centro de Espiritualidade San Ignacio da Universidade Pontifícia Comillas (2008-2011), onde cursa licenciatura em Espiritualidade.

### Padre
Foi ordenado diácono em 28 de novembro de 1999 e sacerdote em 18 de julho de 2000  e incardinado na Arquidiocese de Madrid, onde desempenhou os seguintes cargos:
- Vigário Paroquial de Nuestra Señora de la Fuensanta (1999-2001);
- Capelão Universitário da Escola Superior de Arquitetura da Universidade Politécnica de Madrid (2000-2002);
- Formador do Seminário Menor e do Colégio Arcebispal de Madrid (2001-2005);
- Capelã das Irmãs Oblatas de Cristo Sacerdote (2003-2008);[4]
- Diretor espiritual do Movimento dos Cursilhos do Cristianismo (2003-2024);
- Membro do Conselho Presbiteral (2009-2012).[5]
- Secretário pessoal de César A. Franco Martínez como bispo auxiliar de Madrid (2005-2014);
- Formador no Seminário Maior de Madrid (2008-2015);
- Vice-Conselheiro Nacional da Mãos Unidas (2015-2018);[5]
- Diretor Espiritual do Seminário Maior de Madrid (2015-2018);[6]
- Reitor do Seminário Maior de Madrid (2015-2024).[6][3]

### Bispo
Em 23 de abril de 2024, foi tornada pública a sua nomeação pelo Papa Francisco como bispo titular de Vergi e auxiliar de Madrid. A consagração episcopal foi em 6 de julho, na Catedral da Almudena, em Madrid, pelo Cardeal José Cobo Cano, Arcebispo de Madrid; os principais co-consagradores foram Dom José Rodríguez Carballo, OFM, Arcebispo de Mérida-Badajoz, e Dom Jesús Vidal Chamorro, Bispo Auxiliar de Madrid.
Desde julho de 2024, Dom Álvarez Sánchez é membro da Comissão Episcopal para os Leigos, a Família e a Vida da Conferência Episcopal Espanhola. Em agosto de 2024, foi nomeado Vice-Grão-Chanceler da Universidade Eclesiástica San Damaso.
 

Desde fevereiro de 2025, é Vigário Geral da Arquidiocese de Madri.